# Canthigaster natalensis
Canthigaster natalensis és una espècie de peix de la família dels tetraodòntids i de l'ordre dels tetraodontiformes.

## Morfologia
- Els mascles poden assolir 8,6 cm de longitud total.[4]

## Hàbitat
És un peix marí, de clima subtropical i demersal que viu entre 0-15 m de fondària.

## Distribució geogràfica
Es troba des de Moçambic i Sud-àfrica fins a Reunió i Maurici.

## Observacions
És inofensiu per als humans.